# 5132 Maynard
5132 Maynard eller 1990 ME är en asteroid i huvudbältet som upptäcktes den 22 juni 1990 av den amerikanske astronomen Henry E. Holt vid Palomarobservatoriet. Den är uppkallad efter den kanadensiske ingenjören Owen Maynard.
Asteroiden har en diameter på ungefär 11 kilometer.